# Misecznica zwyczajna

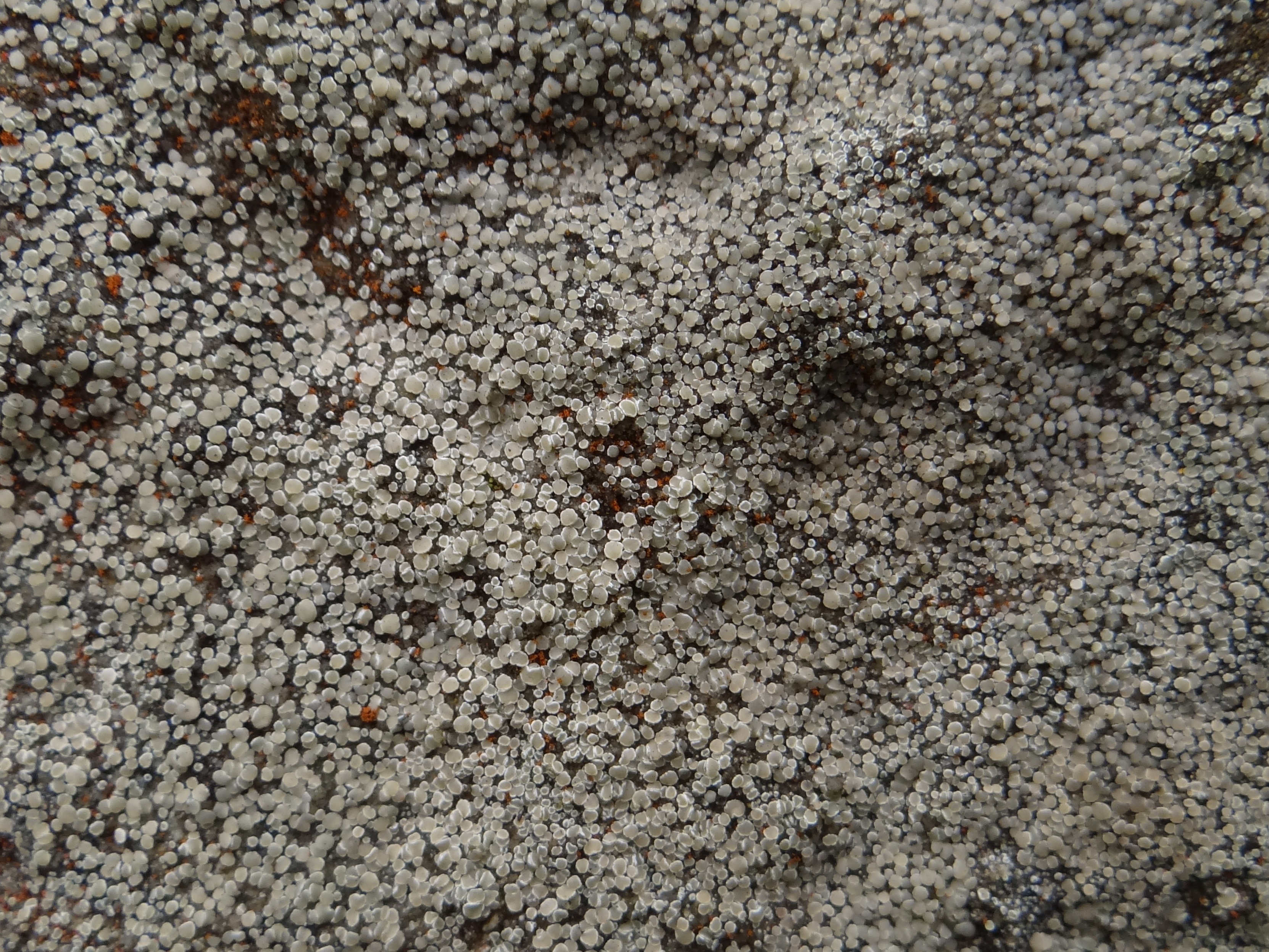

Misecznica zwyczajna (Lecanora polytropa (Ehrh.) Rabenh.) – gatunek grzybów z rodziny misecznicowatych (Lecanoraceae). Ze względu na symbiozę z glonami zaliczany jest do porostów. 

## Systematyka i nazewnictwo
Pozycja w klasyfikacji według Index Fungorum: Lecanoraceae, Lecanorales, Lecanoromycetidae, Lecanoromycetes, Pezizomycotina, Ascomycota, Fungi.
Po raz pierwszy gatunek ten zdiagnozowany został w 1796 r. przez Jakoba Friedricha Ehrharta jako Verrucaria polytropa, do rodzaju Lecanora (misecznica) przeniósł go w 1845 r. Gottlob Ludwig Rabenhorst i nazwa ta jest uznana przez Index Fungorum.  
Niektóre synonimy.

- Biatora polytropa (Ehrh.) Fr. 1845
- Lecanora efflorescens (Cromb.) Lettau 1956
- Lecidea polytropa (Ehrh.) Ach. 1803
- Lecidora alpigena (Ach.) Motyka 1996
- Lecidora illusoria (Ach.) Motyka 1996
- Lichen atrovirens Wulfen 1791
- Lichen polytropus (Ehrh.) Ehrh. 1799
- Parmelia polytropa (Ehrh.) Schaer. 1839
- Patellaria polytropa (Ehrh.) Hoffm. 1801
- Verrucaria polytropa Ehrh. 1796

Nazwa polska według W. Fałtynowicza.

## Charakterystyka
Plecha
Skorupiasta, brodawkowata, niewyraźnie łuseczkowata lub ziarenkowata. często zredukowana do rozproszonych areolek. Czasami jest niewyraźna lub niewidoczna. Powierzchnia matowa lub słabo błyszcząca, jasnożółtawa, szarozielonkawa lub zielonawa. Zawiera glony protokokkoidalne. Hypotecjum jest bezbarwne, hymenium jest oliwkowe lub brunatne, tylko w górnej części bezbarwne. Ma grubość 60-70  μm. 
Licznie, w rozproszeniu lub w skupiskach występują apotecja lekanorowe. Czasami występują tak gęsto, że przylegają do siebie. Mają średnicę 0,5–2(6) mm i koliste lub nieregularne tarczki. Zazwyczaj są one płaskie, rzadko nieco wypukłe. Mają barwę białożółtawą, słomkowożółtą, cielistą, jasnobrunatną lub ciemnobrunatną. Brzeżek plechowy jest cienki i gładki, u starszych owocników ulega obniżeniu i zanika. W jednym worku powstaje po 8 elipsoidalnych, cienkościennych, bezbarwnych i jednokomórkowych zarodników o rozmiarach 10–14 × 5–7 μm. Pyknidia występują rzadko. Są zanurzone w plesze i mają blado żółto-brązowe ostiole. Pykniospory są igiełkowate lub łukowate o rozmiarach (12–)–22 (–25) × 1 μm.  
Reakcje barwne: plecha K–, C–, KC, P+ żółty. Kwasy porostowe: kwas rangiformitowy, kwas usninowy i zeorin.

## Występowanie i siedlisko
Gatunek szeroko rozprzestrzeniony; występuje na wszystkich kontynentach łącznie z Antarktydą, a także na wielu wyspach. W Europie występuje na północy aż po północne wybrzeża Grenlandii i archipelag Svalbard na Morzu Arktycznym. W Polsce jest pospolity w górach, na niżu występuje w rozproszeniu. 
Rośnie na krzemianowych skałach, szczególnie granitowych. Wyjątkowo tylko występuje na drewnie. Preferuje miejsca dobrze oświetlone.

## Gatunki podobne
Misecznica zwyczajna jest bardzo zmienna morfologicznie, szczególnie pod względem budowy plechy i apotecjów. Czasami dla odróżnienia podobnych gatunków konieczne są badania mikroskopowe. Podobne są niektóre formy jest misecznicy kosinowej (Lecanora mughicola), ma ona jednak węższe zarodniki.